# Echinopsis lamprochlora
Echinopsis lamprochlora ist eine Pflanzenart aus der Gattung Echinopsis in der Familie der Kakteengewächse (Cactaceae). Das Artepitheton lamprochlora leitet sich von den griechischen Worten lampros für ‚glänzend‘ sowie chloros für ‚gelblich grün‘ ab und verweist auf die Farbe der Triebe.

## Beschreibung
Echinopsis lamprochlora wächst strauchig, ist etwas von der Basis aus verzweigend und erreicht Wuchshöhen von bis zu 2 Metern. Die zylindrischen, aufrechten, glänzend grünen Triebe weisen Durchmesser von 7 bis 8 Zentimeter auf. Es sind 15 niedrige Rippen vorhanden, die gerundet sind. Die aus den Areolen entspringenden steifen, stechenden, gelblichen, bräunlich gespitzten Dornen werden im Alter rötlich braun.  Die vier über Kreuz stehenden Mitteldornen sind 2,7 bis 3 Zentimeter lang. Der untere von ihnen ist abwärts gebogen. Die zwölf bis 15 Randdornen weisen eine Länge von 0,6 bis 0,9 Zentimeter auf.
Die trichterförmigen, weißen Blüten öffnen sich in der Nacht. Sie sind 20 bis 24 Zentimeter lang.

## Verbreitung und Systematik
Echinopsis lamprochlora ist in den argentinischen Provinzen La Rioja und Córdoba im hügeligen Andenvorland in Höhenlagen von 500 bis 1500 Metern verbreitet.
Die Erstbeschreibung als Cereus lamprochlorus durch Charles Lemaire wurde 1838 veröffentlicht. Heimo Friedrich und Wolfgang Glätzle stellten die Art 1983 in die Gattung Echinopsis. Weitere nomenklatorische Synonyme sind Trichocereus lamprochlorus (Lem.) Britton & Rose (1920) und Echinocereus lamprochlorus (Lem.) Engelm. ex J.N.Haage (1859).

## Nachweise